# العلاقات الإكوادورية الناوروية
العلاقات الإكوادورية الناوروية هي العلاقات الثنائية التي تجمع بين الإكوادور وناورو.

## مقارنة بين البلدين
هذه مقارنة عامة ومرجعية للدولتين:
| وجه المقارنة                                              | الإكوادور                      | ناورو                          |
| --------------------------------------------------------- | ------------------------------ | ------------------------------ |
| المساحة (كم2)                                             | 283.56 ألف                     | 21                             |
| عدد السكان (نسمة)                                         | 16.62 مليون                    | 10.08 ألف                      |
| الكثافة السكانية (ن./كم²)                                 | 58.61                          | 48.00 ألف                      |
| العاصمة                                                   | كيتو                           | ضاحية يارين                    |
| اللغة الرسمية                                             | اللغة الإسبانية، كيشوا ‏، شوار ‏ | اللغة الناورونية، لغة إنجليزية |
| العملة                                                    | دولار أمريكي، سوكري إكوادوري   | دولار أسترالي                  |
| الناتج المحلي الإجمالي (بليون دولار)                      | 103.06 مليار                   | 113.88 مليون                   |
| الناتج المحلي الإجمالي (تعادل القوة الشرائية) بليون دولار | 185.24 مليار                   | 162.98 مليون                   |
| الناتج المحلي الإجمالي الاسمي للفرد دولار أمريكي          | 6.21 ألف                       | 9.83 ألف                       |
| الناتج المحلي الإجمالي للفرد دولار أمريكي                 | 11.37 ألف                      |                                |
| مؤشر التنمية البشرية                                      | 0.746                          |                                |
| رمز المكالمات الدولي                                      | +593                           | +674                           |
| رمز الإنترنت                                              | .ec                            | .nr                            |
| المنطقة الزمنية                                           | 00                             | ت ع م+12:00                    |

## منظمات دولية مشتركة
يشترك البلدان في عضوية مجموعة من المنظمات الدولية، منها:
| علم المنظمة | اسم المنظمة                   | تاريخ انضمام الإكوادور | تاريخ انضمام ناورو |
| ----------- | ----------------------------- | ---------------------- | ------------------ |
|             | يونسكو                        | 22 يناير 1947          | 17 أكتوبر 1996     |
|             | الاتحاد البريدي العالمي       | ?                      | ?                  |
|             | منظمة الشرطة الجنائية الدولية | ?                      | ?                  |
|             | الأمم المتحدة                 | 21 ديسمبر 1945         | 14 سبتمبر 1999     |
|             | الاتحاد الدولي للاتصالات      | 17 أبريل 1920          | 10 يونيو 1969      |
|             | منظمة حظر الأسلحة الكيميائية  | ?                      | ?                  |

## وصلات خارجية
- موقع وزارة الخارجية الإكوادورية